# 金牛座RV
金牛座RV是在金牛座內的一顆恆星，它是一顆漸近巨星分支（AGB）后期的恒星，並且是金牛座RV型變星的原型。虽然其光谱被归类为超巨星，但这仅仅是根据其表面重力分类的结果，该星的光度和质量均远低于真正的黄超巨星。它的光度以超過78.7天的週期在+9.8至+13.3等之間變化著，伴隨著光度的變化還有光譜的改變，在最亮時的光譜是G2型，最暗時是M2。除了基本的週期外，金牛座RV還展示出超過1,224天的平均光度變化週期，在這個週期內的最大和最低光度都會降低。 这个恒星的质量现在估计为0.8-1.2个太阳质量，光度在太阳的2000-6500倍之间变化。该星的半径约为太阳的90倍。

## 外部連結
- AAVSO Variable Star of the Month. RV Tauri: January 2009 （页面存档备份，存于）